# فرودگاه بیرچ کریک
فرودگاه بیرچ کریک (به انگلیسی: Birch Creek Airport) یک فرودگاه همگانی بهره‌برداری هوایی با کد یاتا KBC است که یک باند فرود شن دارد و طول باند آن ۱۲۱۹ متر است. این فرودگاه در کشور ایالات متحده آمریکا قرار دارد و در ارتفاع ۱۳۷ متری از سطح دریا واقع شده‌است.